# Municipio de Nuevo Ideal
El municipio de Nuevo Ideal es un municipio del Estado de Durango, en México. Su cabecera municipal es la localidad de Nuevo Ideal.

## Toponimia
Nuevo Ideal toma su nombre de los ideales, en aquel entonces nuevos, de los líderes de aquel tiempo.

## Geografía
Se encuentra ubicado a 130 kilómetros al noroeste de la Capital del Estado. Se localiza en el paralelo 25° y en el meridiano 105° 05" con una altitud promedio de 2000 metros sobre el nivel del mar.

### Topografía
La topografía de su terreno es más bien plana, con una pendiente muy ligera. Dentro del Municipio de Nuevo Ideal, se localiza el Valle de Guatimapé, siendo este una depresión estructural rodeada completamente por montañas. Al oriente la Sierra de Coneto; al poniente la Sierra de la Magdalena; y al norte la unión de ambas forman un valle cerrado.
La superficie total del Municipio de Nuevo ideal es de 2.039 kilómetros cuadrados los cuales corresponden a una superficie de 203.900 hectáreas.

### Accesos y comunicaciones
Se puede llegar ahí transitando la carretera Durango-Guanaceví. En otra época, otro medio alternativo y bastante accesible para transportarse a esta bella región, fue el ferrocarril, pero fue suspendido el servicio hasta llegar al levantamiento de los rieles. Hoy solo se puede observar un montículo serpenteante de arena y grava que en el pasado fue la vía del tren.

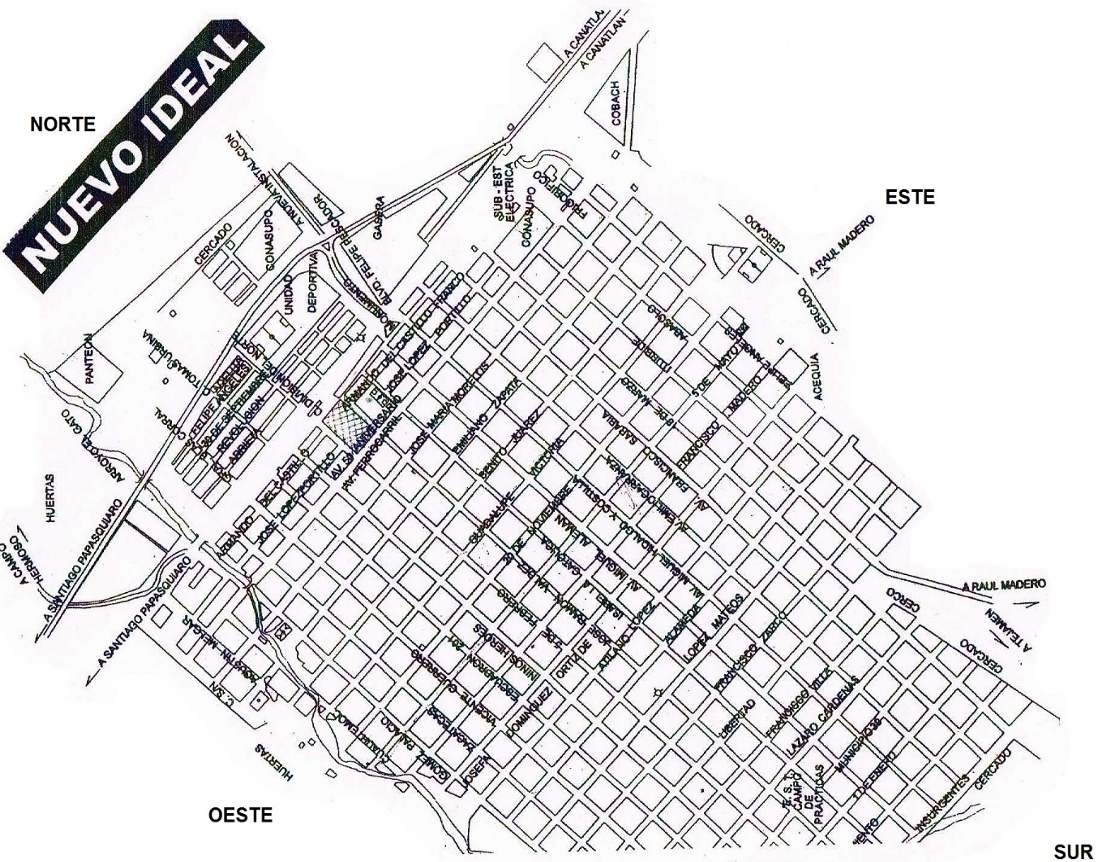
PLANO DE LA CIUDAD DE NUEVO IDEAL, DGO 2003

### Límites
Colinda al noroeste con el Municipio de Santiago Papasquiaro, al noreste con el Municipio de Coneto de Comonfort y al sur con el Municipio de Canatlán.

### Flora y fauna
La vegetación es la parte del valle está constituida por el huizache, sauz, manzano, perón, durazno, peral, rosal, eucalipto, pinavete, lila moral, trueno, olmo. En la zona boscosa, de manera preferente al noroeste de esta, existen pinos, encinos y robles. La fauna está formada entre otras especies, por venado, guajolote, jabalí, coyote, gato montés, reptiles, aves de rapiña y aves predadoras. Existen también diferentes especies de aves migratorias, las cuales hacen su arribo en el mes de octubre y emigran en el mes de febrero contándose entre ellas especies como la gallareta, el pelícano, garza morena, garza blanca, grulla, áncera, pato, etcétera.

### Hidrografía
La Laguna de Santiaguillo es el confluente de varios arroyos que bajan de las dos sierras, entre otros se encuentra el río de Guatimapé, siendo este de corriente constante, y numerosos arroyos de corriente intermitente como son los de Tejamen, Alisos, Astilleros, Chinacates, de la Mula, del Gato, etc. Estos mismos arroyos son los que han acarreado los materiales que hoy en día rellenan el valle, por lo que sus terrenos pueden considerarse de origen aluvial y lacustre. Uno de los arroyos importantes de esta comunidad es el arroyo de Gato.

### Clima
Su clima es templado. La temperatura media anual en el valle es de 15 °C con una precipitación pluvial anual de 400 milímetros aproximadamente. Sus temperaturas extremas son la máxima de 41 °C y mínima de -9 °C. El mes de ocurrencia de heladas anuales se deja sentir en primera instancia en octubre y su última helada es en abril. El promedio de heladas es de 60,4 por año. La última nevada se registró el 10 de marzo del 2016.

### Recursos Naturales
En un tiempo, la principal riqueza fue mineral, misma que se localizaba en Real de Tejamen y actualmente no se explota. Hoy, la principal riqueza es forestal, agrícola, y, en menor medida, ganadera en las especies vacuna, lanar, caballar y bovina. Los tipos de suelo que existen son negros, grises y castaños.

## Historia
Los primeros pobladores de la localidad fueron los indígenas tepehuanos, que fueron conquistados por los españoles en 1561 al mando de Don Francisco de Ibarra. 
Las tierras que hoy ocupa el municipio pertenecieron al Conde del Valle de Súchil, las que tiempo después pasaron a manos de la familia Torres Sánchez en las que edificaron la Hacienda de la Magdalena. Real de Tejamen fue fundado el 11 de abril de 1563. 
Hecho importante en la historia de esta región fueron las explotaciones mineras, las que atrajeron a una gran cantidad de inmigrantes. 
Establecida la división municipal en el país en el año de 1917, Canatlán fue designada cabecera municipal de la localidad. En los años de 1922 y 1923, procedentes de los distritos de Manitoba y Ontario, llegaron a la región los menonitas, a quienes, por escrito de la Secretaría Particular de la Presidencia del 25 de febrero de 1921, se les notifica la autorización otorgada por el General Álvaro Obregón para ocupar las tierras en las que radicaban, con las siguientes garantías: 
No estarían obligados a presentar servicio militar.
En ningún caso se les obligaría a presentar juramento . 
Tendrían el más amplio derecho para ejecutar sus principios religiosos y practicar las reglas de su iglesia.
Podrían disponer de sus bienes de la manera que estimaran conveniente. 
Los menonitas no aceptan que los mexicanos contraigan matrimonio con los de su raza, porque no profesan su religión y sus costumbres son diferentes. En sus colonias reinan el trabajo, el orden y la austeridad; son muy laboriosos y su principal actividad es la agricultura, la ganadería y el comercio. A la fecha existen 32 colonias donde habitan 7,000 menonitas, aproximadamente. 
En el movimiento agrarista, durante los años de a 1926 a 1929, se fraccionaron 100 hectáreas de terreno del estado de Durango, en las cuales se constituyó la primera división ejidal que dio lugar a la actual población de Nuevo Ideal, siendo sus fundadores Elena Valdez Hernández J. Galación Rivera, Pablo Vega, J. Cruz Hernández, Saturnino Zaldívar, Genaro Ibarra, Miguel Chávez, Pilar Barragán, Jesús Nevárez, Mariano Robledo, Margarito Soto, Cruz Gurrola, Rafael Salas, Francisco Salas, Irineo Zaldívar, Leonides Robledo, Pilar Garvalena, José Fernández, Evaristo Lozano, Emiliano Rivera, Jesús Hernández, Atilano López y José Quiñonez . Este último, se estableció en lo que hoy es el fundo legal de Nuevo Ideal, llegando a ser tres veces Presidente de la H. Junta Municipal. 
De Don Atilano López se asegura que fue el autor del nombre de esta población, ya que era una persona con ideales de progreso y espíritu de superación. 
El empuje económico de los menonitas dio lugar al florecimiento comercial de Nuevo Ideal, lo que originó su separación de Tejamen, y el nombramiento de su primera autoridad (juez) del Registro Civil, en el año de 1943. En ese mismo año se estableció el telégrafo y cinco años después la administración de correos. 
Durante el siglo XIX existieron grandes núcleos de población, generalmente de Tepehuanos, los cuales fueron incorporados a la nueva cultura dominante por José del Campo Soberón y Larrea conocido como Conde del Valle del Súchil, título que le concedió el Rey Carlos III en premio a los servicios prestados a la Corona. 
A la muerte del Conde de Súchil, a inicios del siglo XX, sus diferentes propiedades pasaron a manos de diferentes hacendados, quedando en propiedad de la familia Torres Sánchez las ubicadas en Nuevo Ideal. Las presiones ejercidas por diversos ejidatarios, dio lugar a que en 1924 las propiedades de esta familia se constituyeran en ejidos y, que en 1934 se llevara a cabo la expropiación de las tierras pertenecientes a otras haciendas, con el propósito de dotar de una parcela a cientos de campesinos.

## Cronología de hechos históricos
| AÑO  | ACONTECIMIENTOS |
| ---- | --- |
| 1900 | El 30 de abril, se construye la Estación del tren "Patos". |
| 1924 | El 15 de junio, llegan procedentes de Canadá a la Estación del tren "Alisos" los menonitas. |
| 1926 | El 8 de agosto, Nuevo Ideal es fundado como núcleo poblacional. |
| 1929 | El 21 de agosto, Inicia la formación del Ejido de Nuevo Ideal. |
| 1931 | El 21 de agosto, Nuevo Ideal es fundado oficialmente como ejido. |
| 1989 | El 1 de enero, Nuevo Ideal empieza su vida como municipio. |
| 1989 | Se integra, durante ocho meses, un Consejo Municipal, el cual fue presidido por el Sr. José Alejo Quezada. Es este Consejo el encargado de organizar las primeras elecciones democráticas en las que participaron dos planillas, la roja encabezada por Antonio Salas, y la negra, representada por Víctor Nevarez Robles, a la postre ganador, quien más tarde enfrentaría a las planillas constitucionales. |
| 1989 | Víctor Nevárez Robles toma posesión, el 30 de septiembre, de la primera presidencia municipal de Nuevo Ideal por un periodo de tres años. |
| 1991 | El 1 de enero, la cabecera municipal de Nuevo Ideal es elevada al grado de Ciudad. |

## Demografía

### Localidades
En el censo de 2020 el municipio de Nuevo Ideal contaba con 107 localidades.
| Código INEGI      | Localidad         | Población (2020) |
| ----------------- | ----------------- | ---------------- |
| 100390001         | Nuevo Ideal       | 12 850           |
| 100390023         | Guatimapé         | 1 112            |
| Otras localidades | Otras localidades | 14 019           |
| Total municipal   | Total municipal   | 27 981           |